# Decreto legislativo luogotenenziale 98/1946
Il Decreto legislativo luogotenenziale 98/1946, emanato del governo De Gasperi il 16 marzo 1946, integrava e modificava la normativa precedente (Decreto legge luogotenenziale 151/1944), affidando ad un referendum popolare la decisione sulla forma istituzionale dello stato mentre il decreto luogotenenziale n. 99 sempre del 16 marzo fissava le norme per la contemporanea effettuazione delle votazioni per il referendum e l'Assemblea costituente, quest'ultima da eleggersi con sistema proporzionale (decreto legislativo luogotenenziale 10 marzo 1946, n. 74).